# 1641 en littérature
| Années de la littérature : 1638 - 1639 - 1640 - 1641 - 1642 - 1643 - 1644    |
| Décennies de la littérature : 1610 - 1620 - 1630 - 1640 - 1650 - 1660 - 1670 |

Cet article présente les faits marquants de l'année 1641 en littérature.

## Évènements
- Mars ou début avril : mariage de Pierre Corneille avec Marie de Lempérière, grâce à l'intervention de Richelieu après du père de la jeune femme[1].
- 11 mai : échec du premier complot de l'armée en Angleterre[2] ; William D'Avenant, accusé de haute trahison, doit l'exiler en France[3].
- Novembre : début de la publication de la Gazeta de Lisboa, premier périodique portugais (fin en septembre 1647)[4].
- 18 décembre (8 décembre du calendrier julien) : Henricus Regius préside à l'université d'Utrecht la troisième dispute de la série des Questions célèbres de physiologie ; un de ses étudiants proclame que l'esprit et le corps humain sont deux substances distinctes dont l'union est accidentelle, thèse qui aux yeux des théologiens remet en cause le dogme de l'immortalité de l'âme. L’évènement déclenche la querelle d'Utrecht, enchainement d'écrits polémiques, lancée par le prédicateur Voetius contre Regius qu'il soupçonne d'athéisme puis contre Descartes lui-même[5].

- La Guirlande de Julie, recueil manuscrit de 91 pièces de vers composé pour Julie d'Angennes, fille de la marquise de Rambouillet, à la requête de son soupirant, le marquis de Montausier[6].

## Parutions
- 20 mars : achevé d'imprimé de la première partie du roman de Madeleine de Scudéry, Ibrahim ou l’Illustre Bassa, vol. 1, Paris, Antoine de Sommaville, 1640 (présentation en ligne), dédié à Mademoiselle de Rohan[7].
- Mai : Of Reformation Touching Church-Discipline in England (« De la réforme touchant à la discipline de l’Église »), premier pamphlet de John Milton[8].

- René Descartes, Meditationes de prima philosophia : (« Méditations métaphysiques »), Paris, Michel Soly, 1642 (s:Méditations métaphysiques)
- Samuel Hartlib, A Description of the Famous Kingdome of Macaria, Londres, Francis Constable, 1641 (présentation en ligne), traité utopique rédigé principalement par Gabriel Plattes (en)[9].
- Desmarets de Saint-Sorlin, Œuvres poétiques du sieur Desmarets, Paris, Henry le Gras, 1641 (présentation en ligne).
- Luis Vélez de Guevara, El Diablo Cojuelo : novela de la otra vida, Madrid, Alonso Perez, 1641 (présentation en ligne).

## Naissances
- 15 juin : Bernard de La Monnoye, poète, philologue, critique.

## Décès
- 11 janvier : Juan Martínez de Jáuregui, poète et peintre espagnol (né en 1583).